# Johanniskreuz
Johanniskreuz is een plaats in de Duitse gemeente Trippstadt, deelstaat Rijnland-Palts, en telt 14 inwoners (2006).

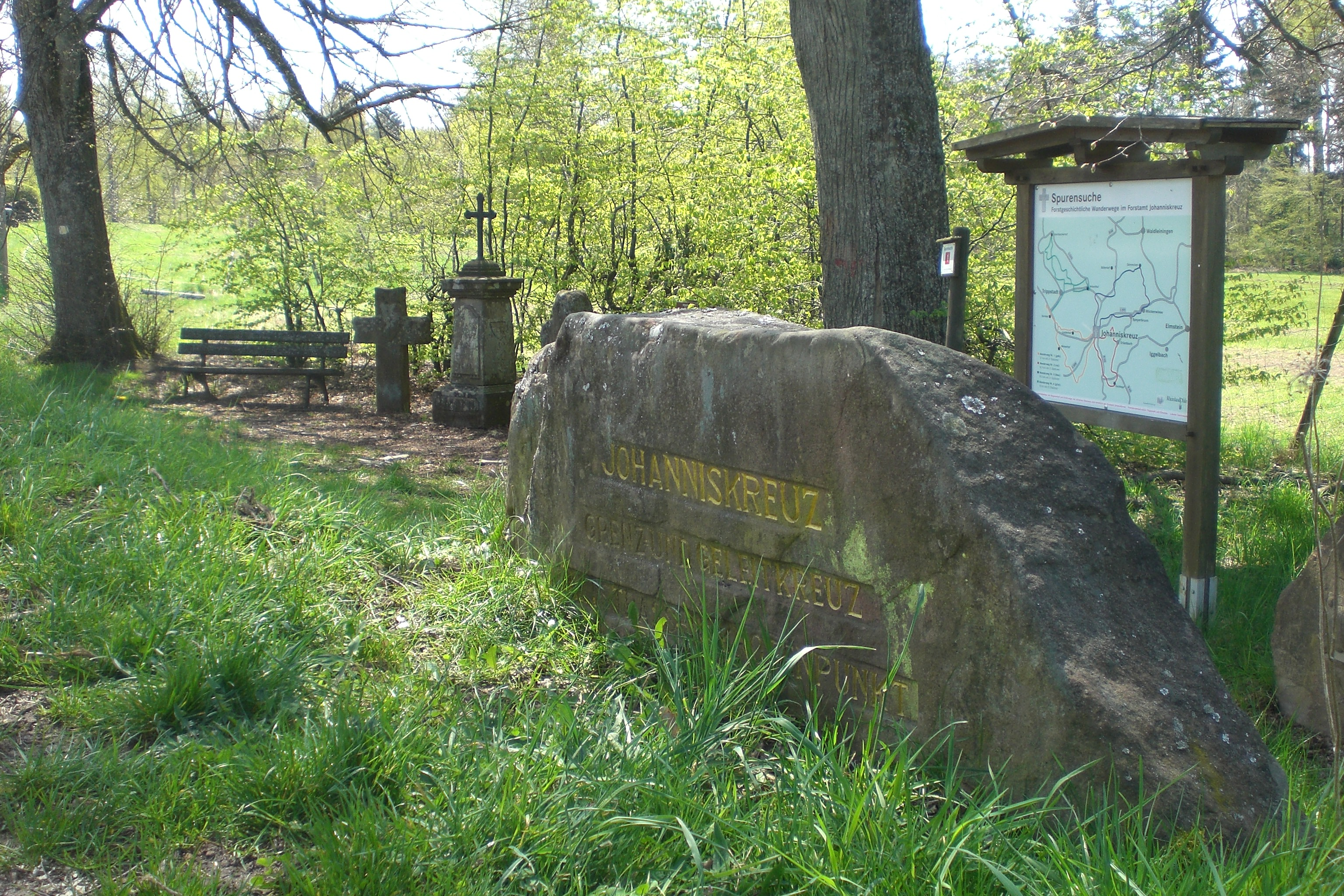
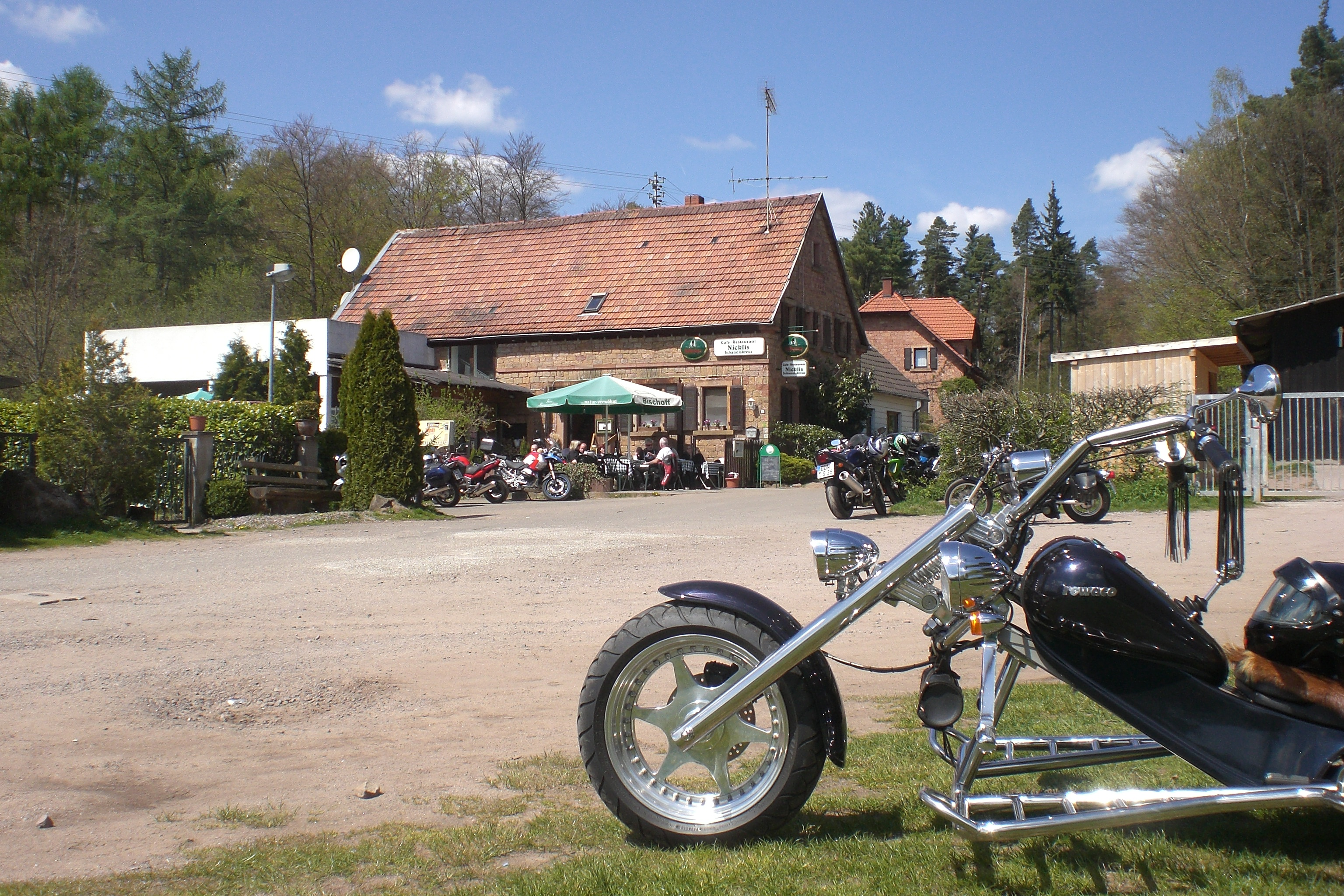
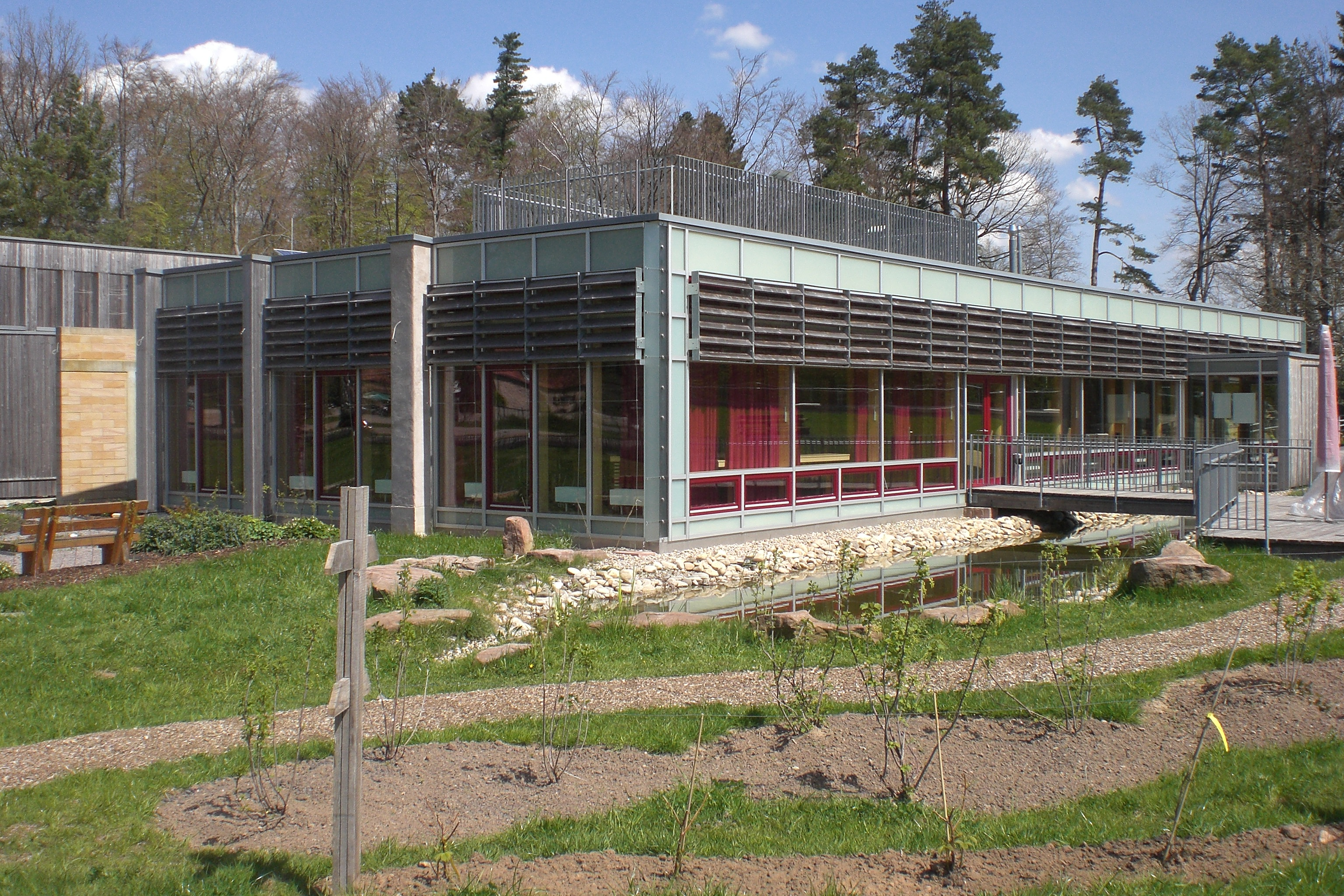